# Стіна Нільссон
Стіна Нільссон (швед. Stina Nilsson, 24 червня 1993) — шведська лижниця та біатлоністка, олімпійська чемпіонка та медалістка, дворазова чемпіонка світу, призерка чемпіонатів світу. 
Бронзову олімпійську медаль Нільссон виборола в парі з Ідою Інгемарсдоттер у командному спринті на Іграх 2014 року в Сочі. 
Золоту олімпійську медаль та звання олімпійської чемпіонки Нільссон виборола в спринті на Пхьончханській олімпіаді. На цій же Олімпіаді вона здобула ще дві срібні медалі — в естафеті та в командному спринті разом із Шарлотте Калла, а також бронзову медаль у класичній марафонській гонці на 30 км.  
Перед початком сезону 2020/21 Нільсон перейшла в біатлон, однак одразу пробитися в сильну шведську команду їй не вдалося. На кубку світу вона дебютувала тільки на десятому етапі сезону, який проходив в домашньому Естерсунді. У першій гонці Нільссон була 26-ю. 